# 3588 Kirik
3588 Kirik (1981 TH4) là một tiểu hành tinh nằm phía ngoài của vành đai chính được phát hiện ngày 8 tháng 10 năm 1981 bởi L. Chernykh ở Nauchnyj.